# José Maria Camps Buenaventura
José Maria Camps Buenaventura (Maó, 16 d'abril de 1971) és un empresari i polític menorquí, diputat al parlament de les Illes Balears en la VIII legislatura.
Treballa com a empresari d'empreses del sector del transport a Menorca, Autocares Norte SL i Parot SL, i ha estat membre de Joves Empresaris de Balears. A les eleccions al Parlament de les Illes Balears de 2011 fou elegit diputat per Menorca com a independent dins les llistes del Partit Popular de Menorca. Ha estat secretari de la Comissió de Turisme del Parlament Balear.